# 足利郵便局
足利郵便局（あしかがゆうびんきょく）は栃木県足利市にある郵便局。民営化前の分類では集配普通郵便局であった。

## 概要
住所：〒326-8799 栃木県足利市元学町822-1

### 分室
分室はなし。過去に存在した分室は以下のとおり。
- 保険分室 - 1955年（昭和30年）に廃止された。

## 沿革
- 1872年8月4日（明治5年7月1日） - 足利郵便取扱所として開設[1]。
- 1873年（明治6年）4月1日 - 足利郵便役所となる。
- 1875年（明治8年）1月1日 - 足利郵便局（四等）となる。同年10月17日より為替取扱を開始。
- 1878年（明治11年）5月1日 - 貯金取扱を開始。
- 1891年（明治24年）5月16日 - 足利郵便電信局となる。
- 1903年（明治36年）4月1日 - 通信官署官制の施行に伴い足利郵便局となる。
- 1955年（昭和30年）4月1日 - 保険分室を廃止[2]。
- 1956年（昭和31年）11月1日 - 電話通話および和文電報受付事務の取扱を開始。
- 1958年（昭和33年）3月 - 局舎新築落成。
- 1966年（昭和41年）10月1日 - 東武伊勢崎線を経由する鉄道郵便輸送（東京伊勢崎線）が廃止[3]。専用自動車に転換。
- 1976年（昭和51年）9月13日 - 足利市通三丁目から同市元学町に移転。
- 1991年（平成3年）3月25日 - 北郷郵便局[4]から集配業務を移管。
- 1993年（平成5年）7月1日 - 外国通貨の両替および旅行小切手の売買に関する業務取扱を開始。
- 2007年（平成19年）10月1日 - 民営化に伴い、併設された郵便事業足利支店に一部業務を移管。
- 2012年（平成24年）10月1日 - 日本郵便株式会社発足に伴い、郵便事業足利支店を足利郵便局に統合。

## 取扱内容
- 郵便、印紙、ゆうパック、内容証明
- 貯金、為替、振替、振込、国際送金、外貨両替・トラベラーズチェック、国債、投資信託
- 生命保険、バイク自賠責保険、自動車保険、変額年金保険、がん保険、引受条件緩和型医療保険
- ゆうちょ銀行ATM
- 「326-00xx」「326-08xx」区域（足利市の一部）の集配業務
- ゆうゆう窓口

## 周辺
- 足利市民会館
- 栃木県立足利図書館
- 足利市民体育館
- 足利市総合運動場（陸上競技場、野球場など）
- 宇都宮地方裁判所足利支部
- 栃木県立足利女子高等学校
- 国道293号

## アクセス
- JR両毛線 足利駅（北口）から徒歩約15分、東武伊勢崎線 足利市駅から徒歩約26分
- 足利市生活路線バス 蔵王様前停留所もしくは女子高前停留所下車
- 北関東自動車道 足利ICから南西へ約4km
- 北関東自動車道 太田桐生ICから北東へ約8km
- 駐車場あり：18台